# Ca n'Àngel
Ca n'Àngel' és un edifici prop del nucli d'Esparreguera (Baix Llobregat) inclòs en l'Inventari del Patrimoni Arquitectònic de Catalunya. Aquesta casa coneguda abans com a Mas Febrer de la Muntanya ha passat per diversos propietaris, apareixent per primer cop el 1863 anomenada com Can Àngel.
Ca n'Àngel està format per dues construccions adossades i comunicades, orientades a sol ixent. La més antiga del segle xvii, està estructurada en planta baixa i pis. Té la porta d'entrada d'arc de mig punt adovellat. Destaca un rellotge de sol circular a la façana i un contrafort al xamfrà. Està arrebossada però els marcs de les obertures o les dovelles de la porta són de carreus de pedra vista. Les finestres estan disposades sense cap ordre aparent. La coberta és a dues aigües acabada amb una canalera i feta de teula àrab.
La construcció anterior enllaça amb la més recent, datada de principis de segle xx, a través del primer pis, perllongant el balcó de balustrada. Consta de planta baixa amb un porxo, pis i golfes amb una galeria d'arcs de mig punt a cada planta. La coberta és a dues aigües feta de teula àrab però l'espai de les galeries queda com un cos independent. El conjunt està tancat per un barri amb dependències aïllades que funcionen com a corrals.

## Història
1. 1 2 3  «Ca n'Àngel». Inventari del Patrimoni Arquitectònic de Catalunya.   Direcció General del Patrimoni Cultural de la Generalitat de Catalunya. [Consulta: 21 agost 2014].